# Republic F-84F Thunderstreak
Le Republic F-84F Thunderstreak était un chasseur-bombardier américain à réaction, conçu par la société Republic Aviation. Initialement envisagé comme une évolution importante à ailes en flèche du F-84 Thunderjet à ailes droites, l'avion était en fait presque entièrement nouveau.
Le Republic RF-84F Thunderflash était une version dérivée dédiée à la reconnaissance aérienne, facilement reconnaissable à ses entrées d'air triangulaires intégrées à l'emplanture des ailes.

## Conception et développement

### F-84FThunderstreak

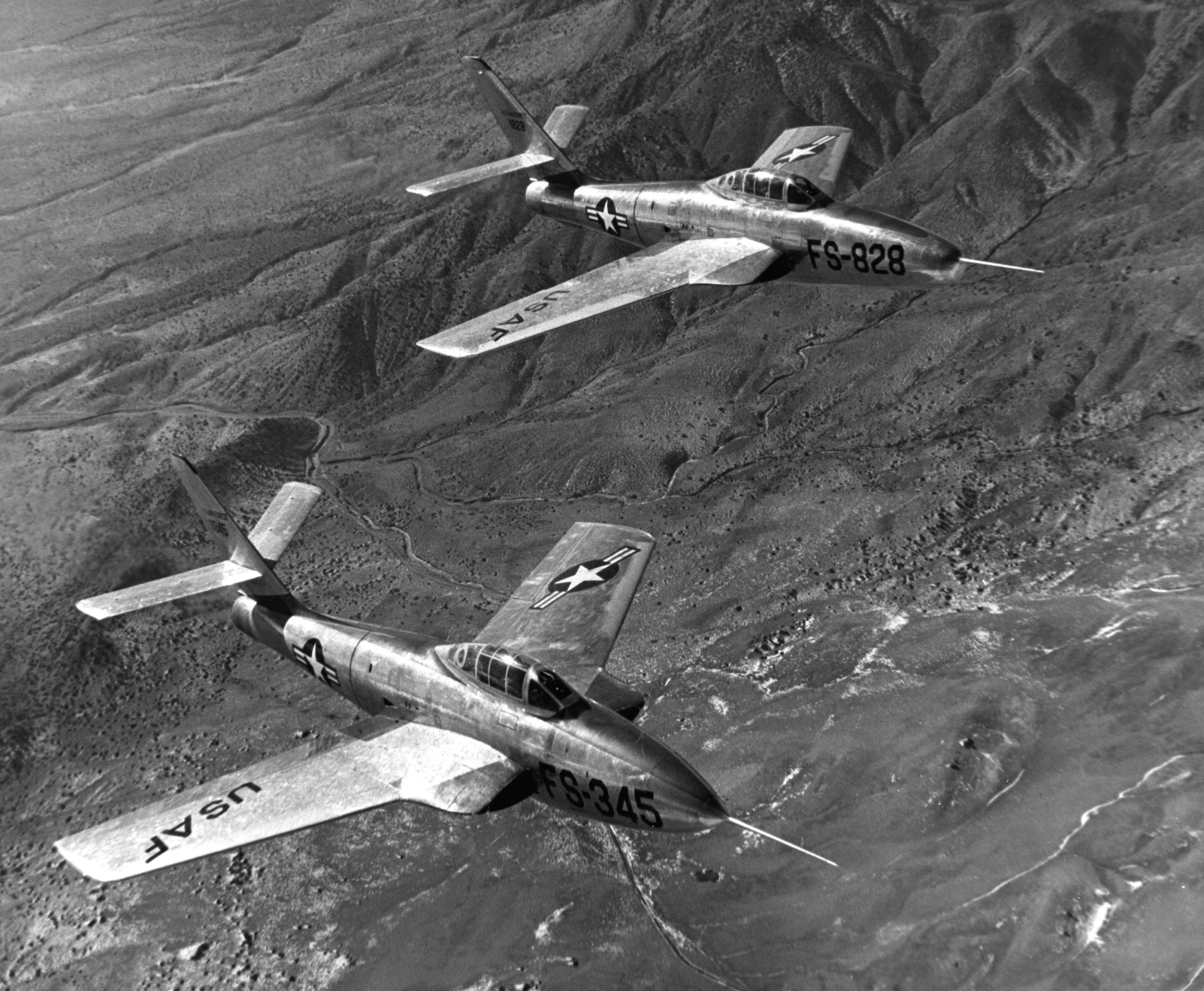
Les prototypes YF-84F et YRF-84F, en 1952.

En 1949, une version à ailes en flèche du F-84 fut créée, dans l'espoir d'atteindre des performances équivalentes à celles du F-86 Sabre de North American Aviation. Le dernier F-84E de production fut équipé avec une queue à gouvernes en flèche, une nouvelle aile avec une flèche de 38.5° au niveau du bord d'attaque et 3.5° de dièdre négatif, et un turboréacteur Allison J35-A-25, produisant une poussée de 23,58 kN. L'avion fut désigné XF-96A. Il vola pour la première fois le 3 juin 1950, avec le pilote Otto P. Haas aux commandes. Bien que l'appareil soit capable d'atteindre une vitesse de 1 115 km/h, le gain de performances par rapport au F-84F fut considéré comme plutôt léger. Il fut toutefois commandé en série en juillet 1950, sous la désignation de F-84F Thunderstreak. La désignation F-84 fut conservée car le chasseur devait être une amélioration à faible coût du Thunderjet, un avion déjà existant, et plus de 55 % des outils utilisés pour la production de ce premier avion auraient dû être repris pour fabriquer le nouveau modèle.
Dans le même temps, l'US Air Force, désireuse de performances plus élevées à haute altitude grâce à un moteur plus puissant, s'arrangea pour que le moteur britannique Armstrong Siddeley Sapphire soit construit aux États-Unis, sous le nom de Wright J65. Afin d'accueillir le nouveau moteur, plus gros, les YF-84F dotés de Sapphires, ainsi que les F-84F de production dotés du J65, eurent un fuselage étiré verticalement, avec une entrée d'air frontale devenant ovale. Les retards de production de cet avion forcèrent toutefois l'US Air Force à commander plusieurs F-84G à ailes droites, comme mesure temporaire
La production rencontra rapidement des problèmes. Bien que la similarité d'outillage avec celui du Thunderjet avait été estimée à environ 55 %, il se trouva en réalité que seulement 15 % des outils pouvaient être réutilisés. Pour ne pas arranger les choses, le F-84F utilisait des longerons et des nervures forgées. À cette période, il n'existait que trois presses aux États-Unis capables de fabriquer ce type d'éléments, et la priorité était donnée au bombardier B-47 Stratojet plutôt qu'au F-84F. Le moteur YJ65-W-1 fut considéré comme obsolète et sa version améliorée J65-W-3 ne devint pas disponible avant 1954. Lorsque le premier F-84F de production vola enfin, le 22 novembre 1952, il était différent des avions utilisés pour les tests. Il avait une verrière qui s'ouvrait vert le haut et l'arrière, au lieu de l'ancienne verrière coulissant en arrière, et des aérofreins placés sur les côtés du fuselage au lieu du dessous. L'avion fut déclaré comme n'étant pas prêt pour un déploiement opérationnel en raison de problèmes de contrôle et de stabilité. Les 275 premiers exemplaires, équipés d'un plan horizontal classique fixe (dont seules les parties arrière étaient mobiles) souffraient de cabrages accélérés en situation de décrochage et n'étaient pas très manœuvrables aux vitesses de combat. À partir du Block 25 de production, le problème fut grandement résolu en remplaçant les gouvernes de profondeur initiales par des modèles monoblocs (en anglais : « stabilators ») actionnés hydrauliquement. De nombreux appareils furent également rééquipés avec des destructeurs de portance pour un meilleur contrôle à haute vitesse. Conséquence de toutes ces modifications, le F-84F ne put pas être déclaré opérationnel avant le 12 mai 1954.

### RF-84FThunderflash

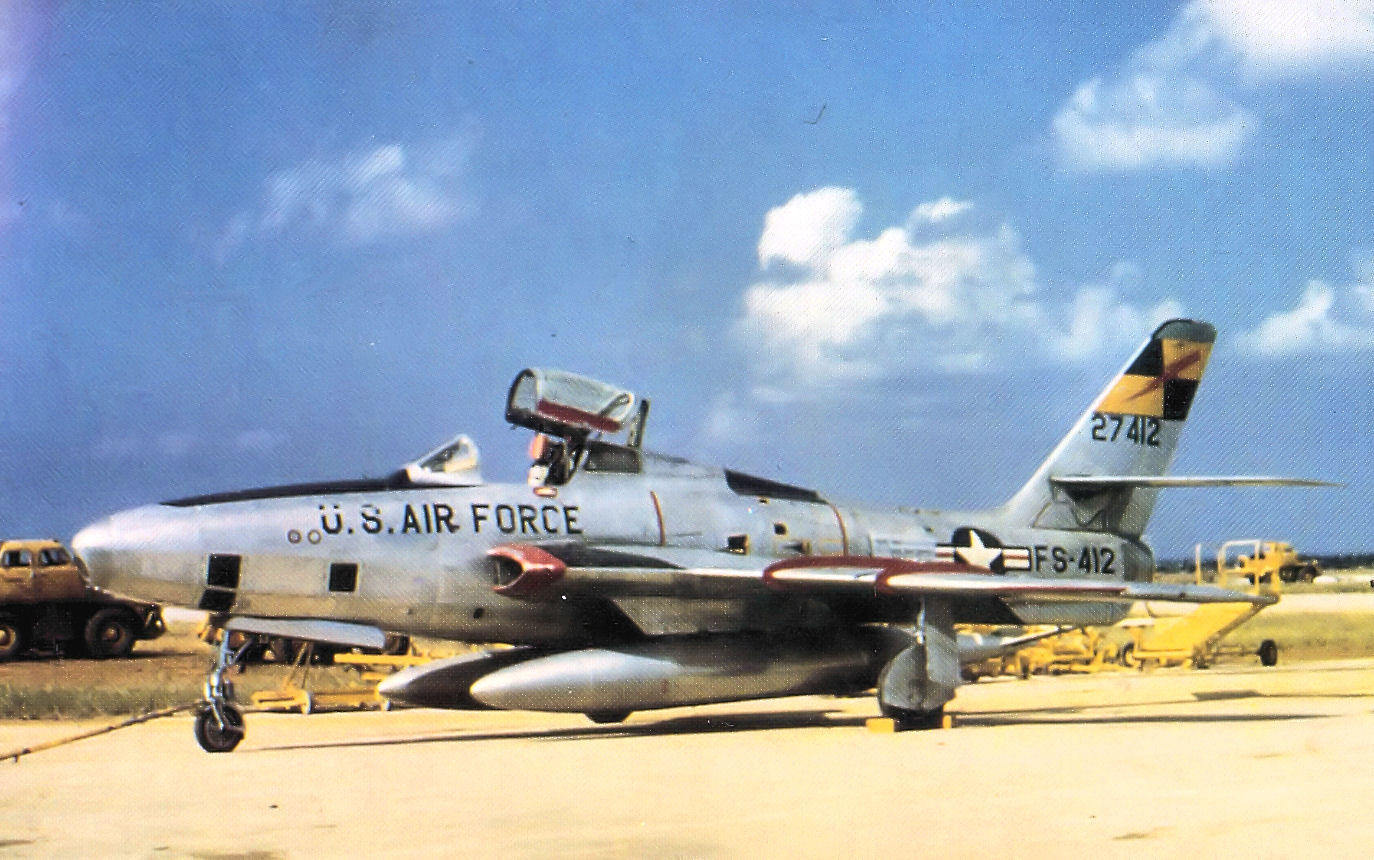
Le RF-84F Thunderflash, version de reconnaissance du F-84F.

Le second prototype YF-84F fut réalisé avec des entrées d'air intégrées à l'emplanture des ailes. Elles ne furent pas adoptées sur la version de chasse de l'avion car elles causaient des pertes de puissance du moteur. Toutefois, cette disposition fut jugée intéressante pour le RF-84F Thunderflash de reconnaissance aérienne, car elle libérait une place importante dans le nez de l'avion pour l'installation de caméras, nécessaires pour les missions de reconnaissance attribuées à l'avion.
La construction du premier YRF-84F fut achevée en février 1952. L'avion conservait un armement de quatre mitrailleuses et pouvait embarquer jusqu'à quinze caméras. L'appareil bénéficiait de quelques innovations, dont des contrôles informatisés pour l'ajustement des réglages des caméras pour la lumière, la vitesse et l'altitude, un périscope pour donner au pilote une meilleure vue de la cible, et un enregistreur vocal pour permettre au pilote de commenter ses observations. Étant largement identique au F-84F, le Thunderflash souffrit des mêmes problèmes de retards de production et de moteurs, retardant sa mise en service au mois de mars 1954. L'avion fut retiré du service actif en 1957, pour être réactivé en 1961 puis finalement retiré du service à la garde nationale aérienne (ANG, Air National Guard) en 1972.
Plusieurs Thunderflashes modifiés furent utilisés pour le projet FICON, faisant appel à un bombardier B-36 modifié en avion porteur et un RF-84 modifié en avion parasite. Le RF-84F devait être largué à proximité de l'objectif et venir se raccrocher sous le bombardier une fois sa mission terminée. Les essais se montrèrent plutôt satisfaisants, mais le projet fut abandonné.

## Caractéristiques

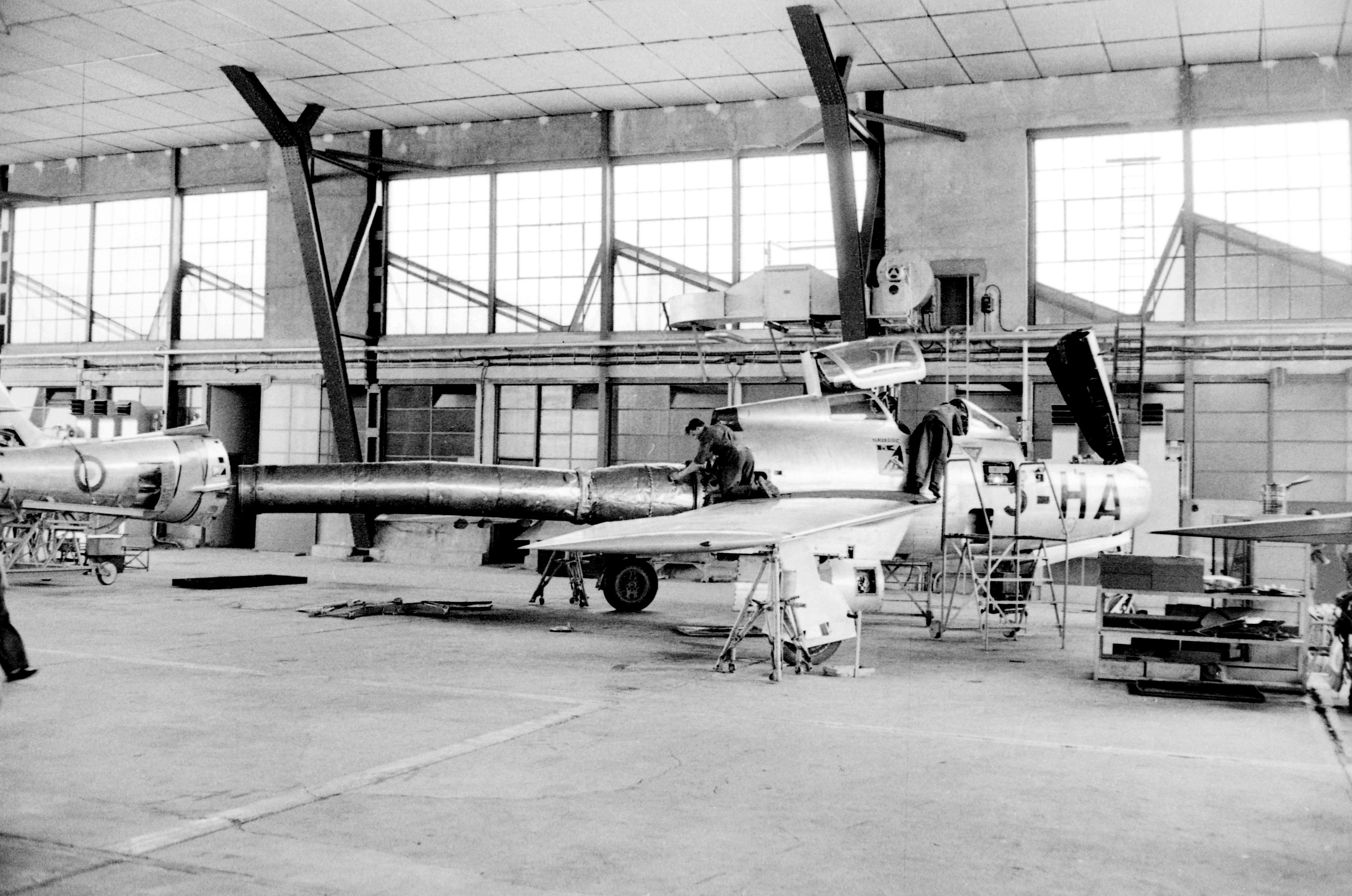
Entretien d'un chasseur Republic F-84F Thunderstreak français de l'Escadron de chasse 1/3 Navarre.

Le Thunderstreak souffrait du même problème de faibles performances au décollage que le Thunderjet à ailes droites, même en étant doté d'un moteur plus puissant. En fait, presque 3,11 kN (soit 10 %) de la poussée totale produite par le moteur était perdue, parce-que le J65 était installé avec un angle par rapport au centre de gravité de l'avion, et sa tuyère possédait un pli important. Par une journée chaude, 2 285 m de piste étaient nécessaires pour effectuer une course de décollage. Une vitesse de décollage de 300 km/h était typique. Toutefois, comme son aîné le Thunderjet, le Thunderstreak excellait en vol de croisière et avait des caractéristiques de manœuvrabilité prévisibles lorsqu'il restait à l'intérieur de son enveloppe de vol prévue.
Toutefois, comme son prédécesseur, il souffrait également d'un cabrage violent lorsqu'il était en situation de décrochage, ce qui pouvait parfois mener à l'arrachement des ailes du reste de l'avion. De plus, une mise en vrille en F-84F était presque inévitablement irrécupérable, et l'éjection était la seule solution envisageable en dessous de 3 000 m d'altitude.

## Carrière opérationnelle

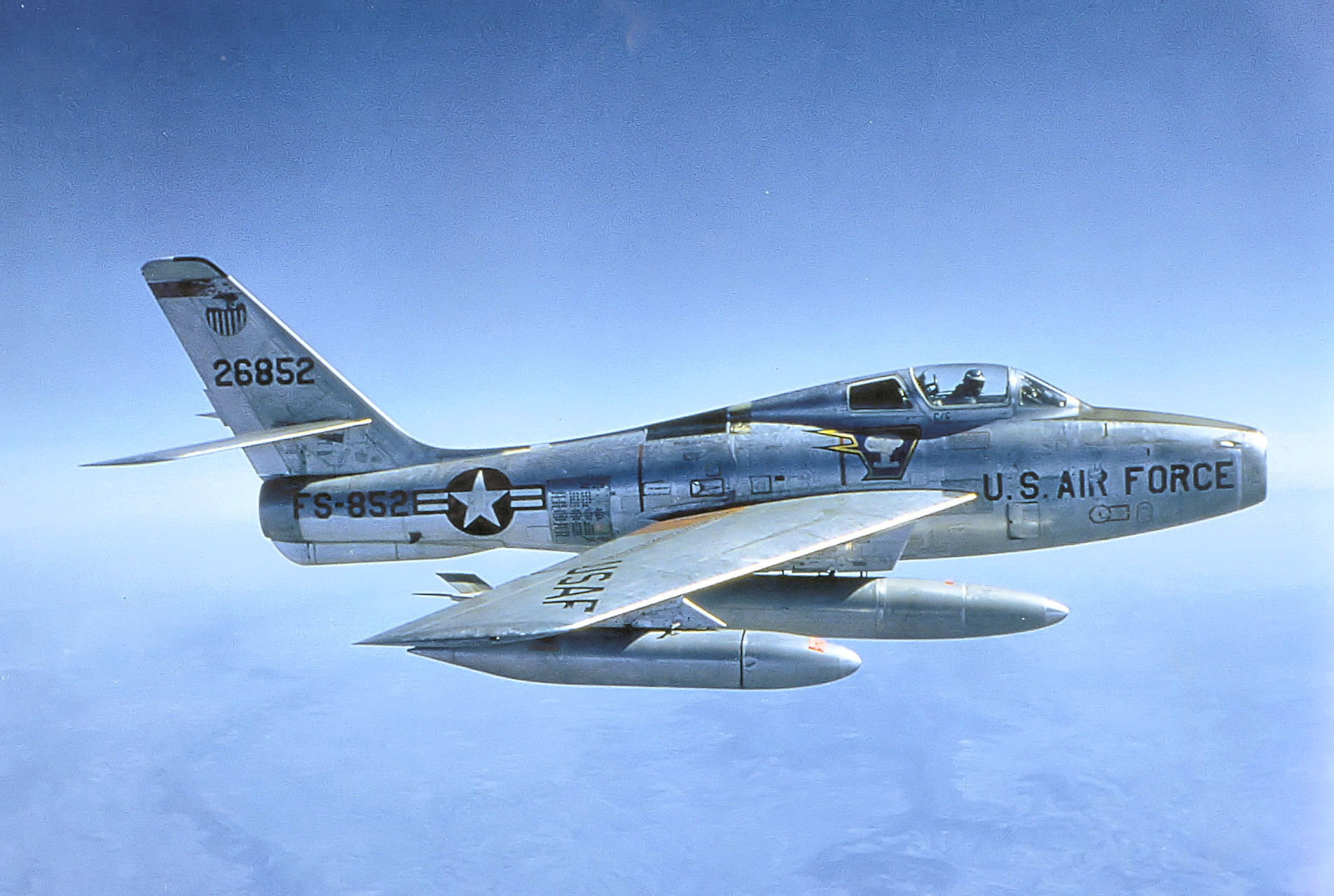
Un F-84F du (United States Air Forces in Europe), à RAF Bentwaters.

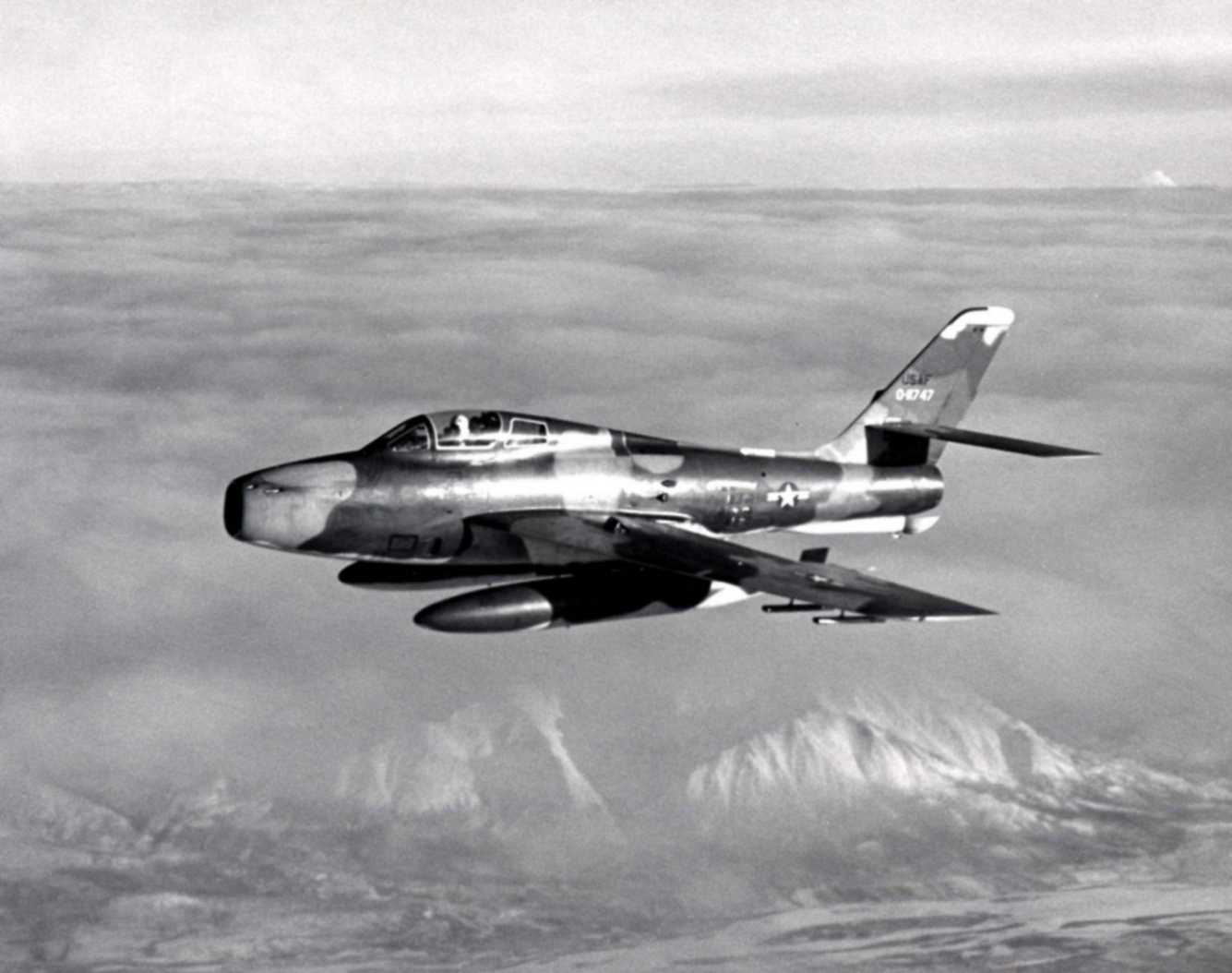
Un F-84F de la garde nationale aérienne de l'Ohio, à la fin des années 1960.

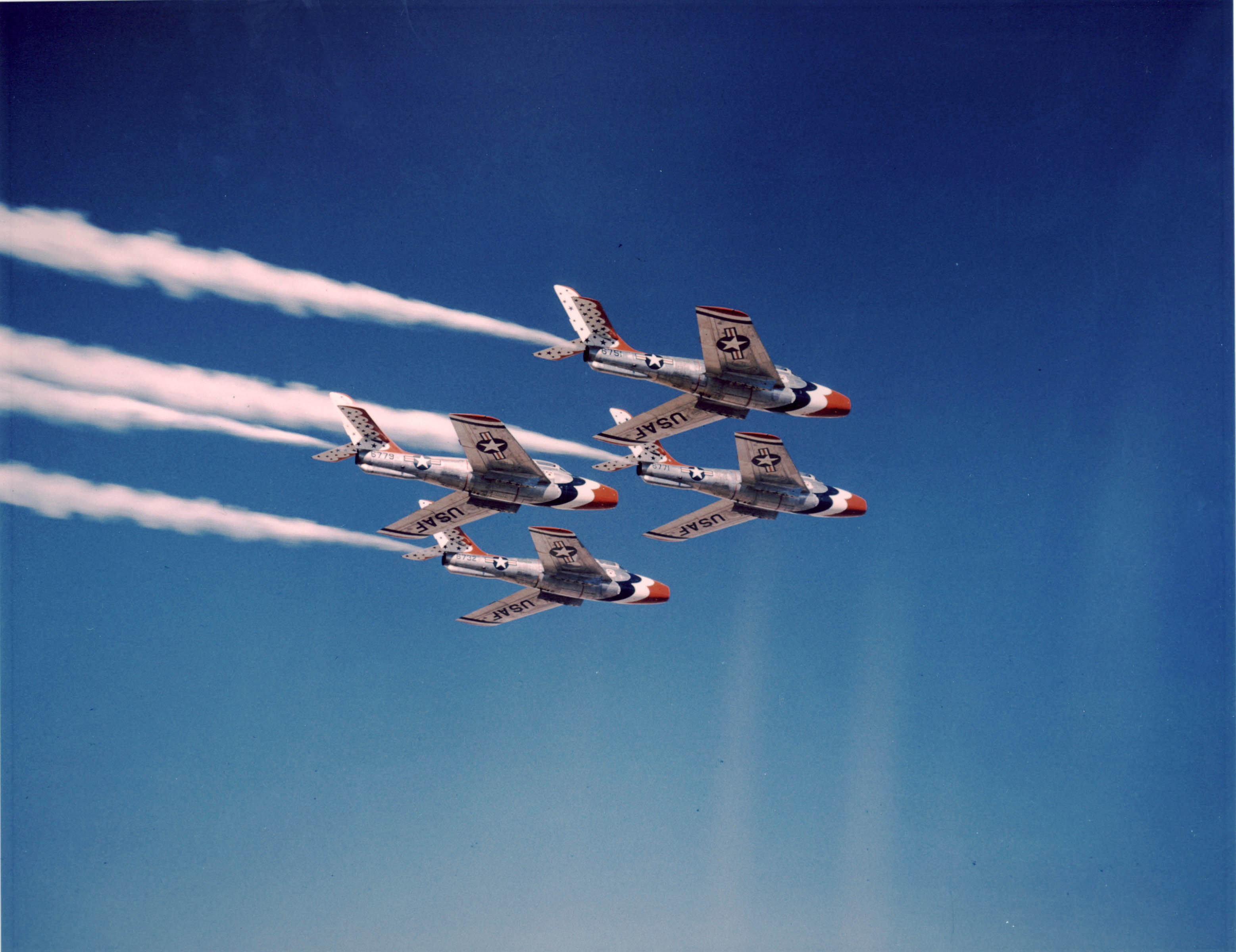
Des F-84F appartenant à la patrouille acrobatique des Thunderbirds.

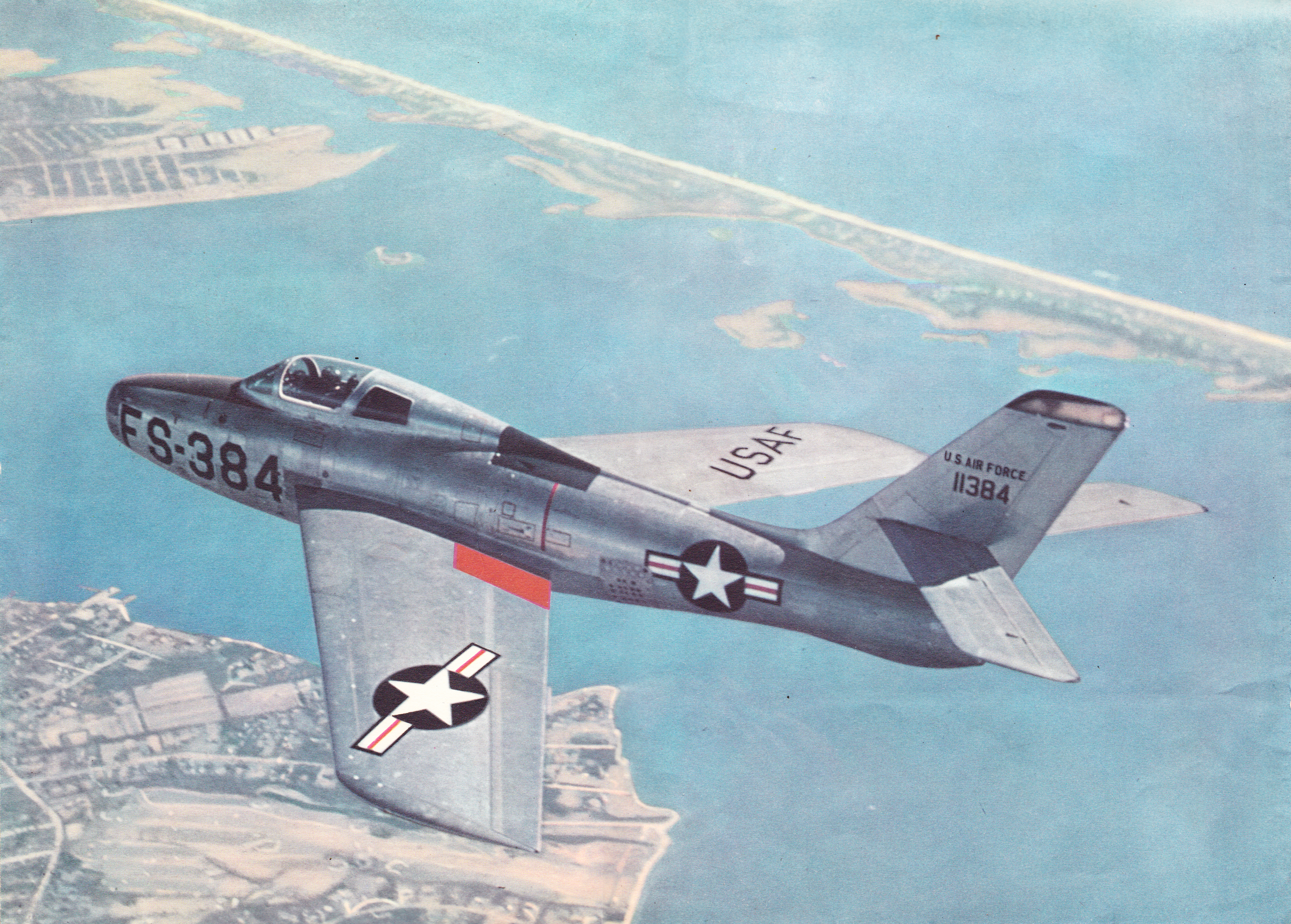
Un F-84F de l'US Air Force.

Les essais liés au projet furent achevés en novembre 1954, et révélèrent que l'avion convenait parfaitement à l'US Air Force et était considérablement meilleur que le F-84G. Des casses répétées de moteurs immobilisèrent au sol la totalité de la flotte au début de l'année 1955. Aussi, le J65 continuait à être victime d'extinctions (en anglais : « flameouts ») lorsque l'avion volait à travers une pluie ou une neige importantes. Du fait de ces problèmes, le retrait du service actif de l'avion commença presque aussitôt qu'il entrât en service, en 1954, et fut achevé en 1958. Des tensions incessantes en Allemagne, associées à la construction du mur de Berlin en 1961, menèrent à la réactivation de la flotte de F-84F. En 1962, la flotte fut à nouveau privée de vols en raison de la présence de corrosion sur les tringleries de commande. Un total de 1 800 hommes-heures (en) furent nécessaires pour ramener chaque appareil à une capacité pleinement opérationnelle. L'apparition de criques de fatigue sur les structures força finalement le retrait du service des F-84F de la garde nationale aérienne en 1971.
L'armée de l'air française utilisa ces appareils durant la guerre d'Algérie, essentiellement dans des missions de reconnaissance.
Au cours de ce qui fut probablement l'un des très rares engagements air-air impliquant le F-84F, deux F-84F de l'armée de l'air turque abattirent deux bombardiers Iliouchine Il-28 irakiens qui avaient franchi la frontière turque par erreur au cours d'une opération de bombardement contre des insurgents kurdes. Cet engagement se produisit le 16 août 1962.
Avec l'arrivée dans les escadrons du F-105 Thunderchief, surnommé « Thud » et qui utilisait aussi des entrées d'air intégrées aux emplantures d'ailes, le Thunderstreak reçut le surnom de « Thud's Mother » (la mère du Thud). Les anciens F-84A reçurent le surnom de « Hog » et le F-84F de « Super Hog », le F-105 devenant l'« Ultra Hog ».
Le F-84F fut retiré du service actif en 1964, et remplacé par le F-100 Super Sabre. Le RF-84F fut lui remplacé par le RF-101 Voodoo dans les unités de l'Air Force, puis relégué au service dans la garde nationale aérienne. Le dernier RF-84F fut retiré de la garde nationale en 1971. Les trois RF-84F de la force aérienne grecque retirés du service en 1991 étaient les derniers F-84 opérationnels.
Le 9 mars 1955, le lieutenant-colonel Robert R. Scott, à bord d'un F-84F, établit un record de 3 h 44 min 53 s pour le vol de 3 614,58 kilomètres reliant Los Angeles à New-York.

## Versions

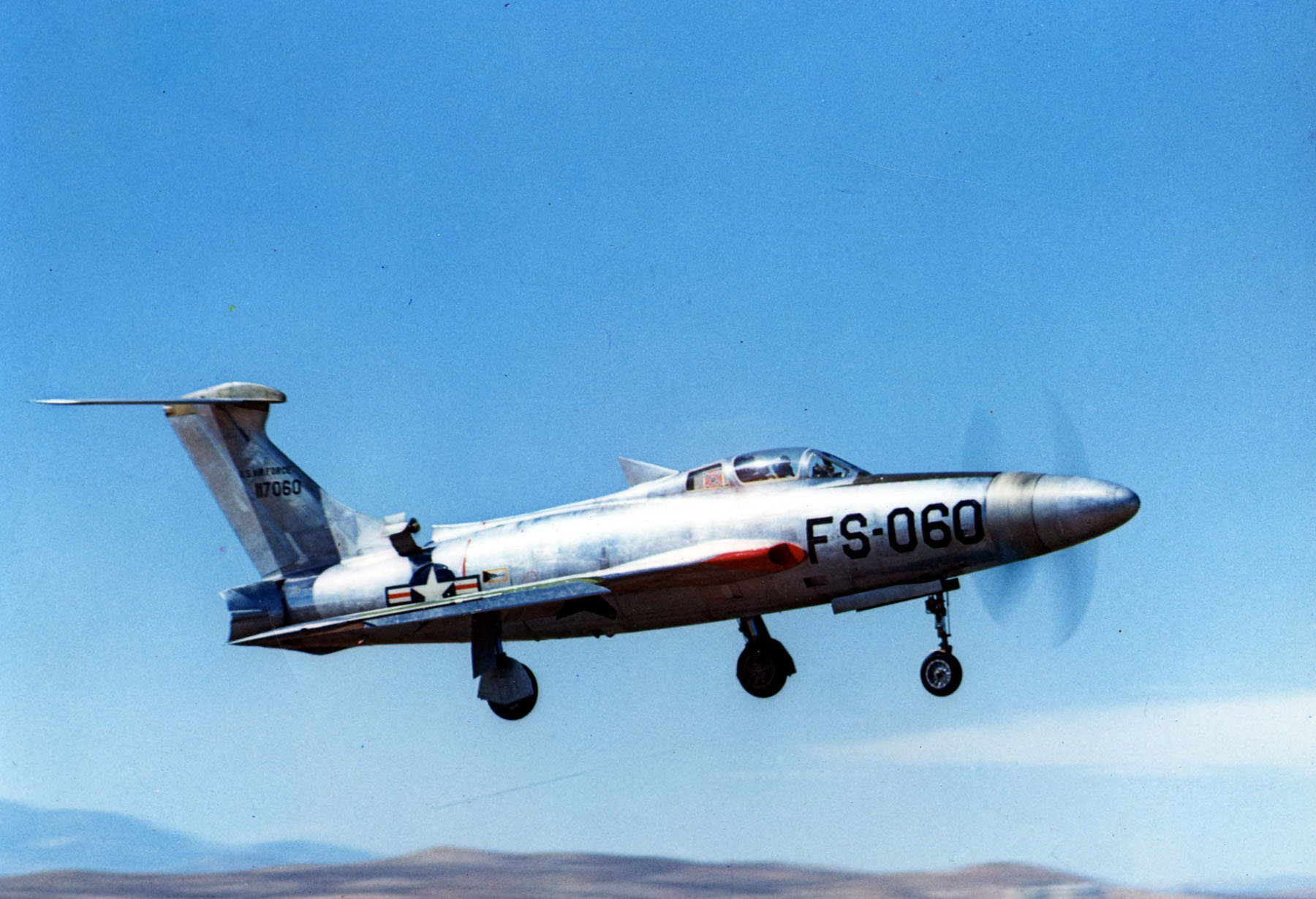
Le prototype XF-84H Thunderscreech.

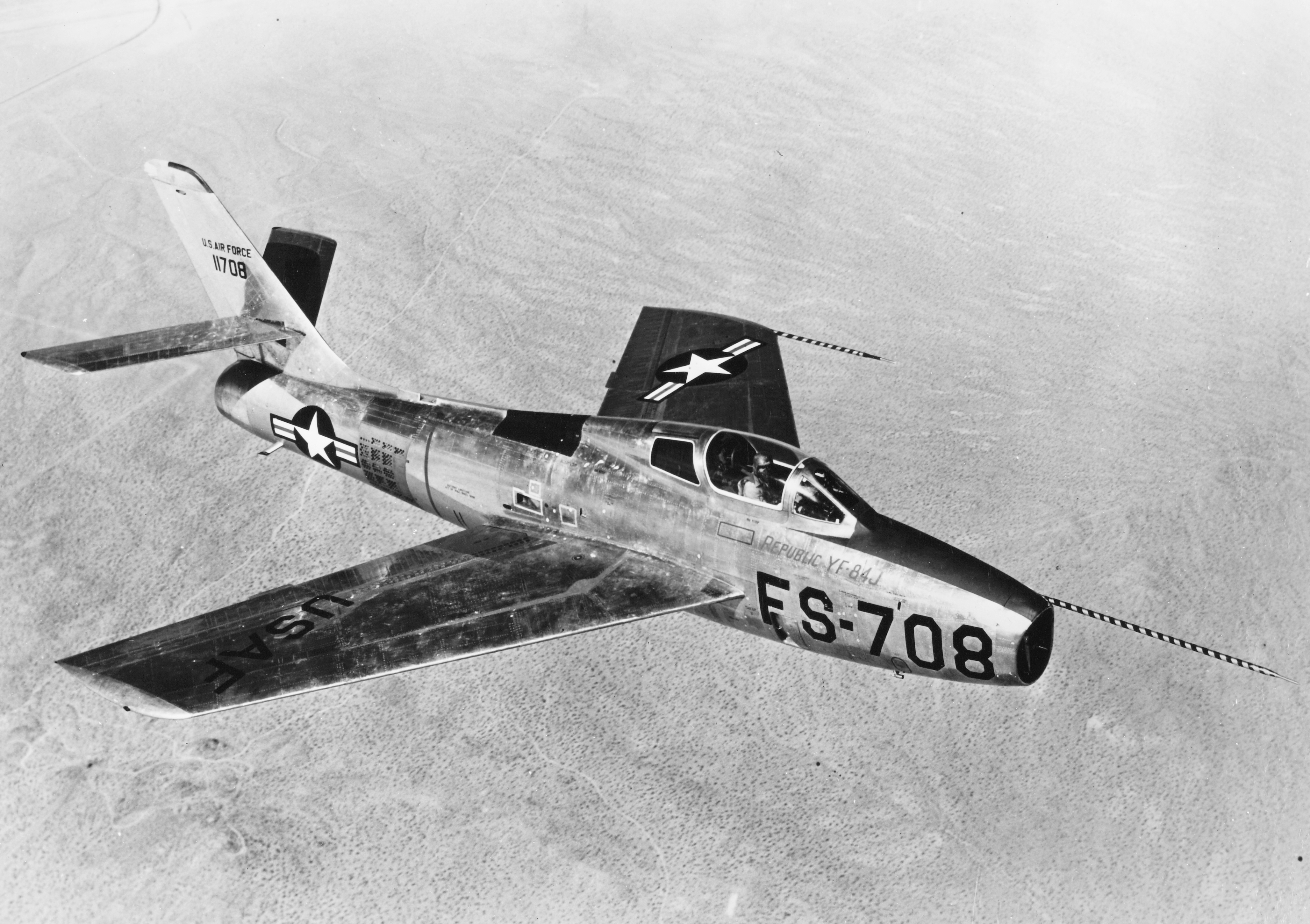
L'un des prototypes YF-84J.

- YF-84F : Désignation des deux prototypes à ailes en flèche du F-84F, initialement désignés YF-96 ;
- F-84F Thunderstreak : Version à ailes en flèche dotée d'un moteur Wright J65. Les avions du Tactical Air Command étaient équipés du système de bombardement à basse altitude LABS (pour Low Altitude Bombing System (en)) pour la délivrance d'armement nucléaire. 2 711 exemplaires furent produits, dont 1 301 furent versés à l'OTAN dans le cadre du Mutual Defense Assistance Program (MDAP) ;
- GRF-84F : Désignation de 25 RF-84F convertis pour être emportés et lancés depuis la soute à bombes d'un bombardier GRF-36F, dans le cadre du projet FICON. Ces avions furent plus tard redésignés RF-84K ;
- RF-84F Thunderflash : Version de reconnaissance du F-84F, produite à 715 exemplaires ;
- RF-84K Thunderflash (FICON) : RF-84F équipé d'une sonde rétractable pour s'accrocher à un GRB-36 porteur et de plans de contrôle arrière à fort dièdre négatif. 25 exemplaires produits à partir de RF-84H[7] ;
- XF-84H Thunderscreech : Désignation de deux exemplaires convertis en appareils expérimentaux. Chacun était équipé d'un turbopropulseur double Allison XT40-A-1 d'une puissance de 5 850 ch (4 365 kW), entraînant une hélice supersonique. Les équipes au sol le surnommèrent « Thundescreech » en raison du niveau sonore affolant qu'il produisait. Le moteur étant de plus extrêmement peu fiable, le projet fut rapidement abandonné[3] ;
- YF-84J : Désignation de deux F-84F convertis en prototypes avec une entrée d'air frontale agrandie et un fuselage allongé pour accueillir le moteur General Electric J73. L'YF-84J atteignit Mach 1,09 en palier le 7 avril 1954[3]. Le projet fut abandonné en raison du coût excessif de la conversion des F-84F existants en cette nouvelle version.

## Utilisateurs

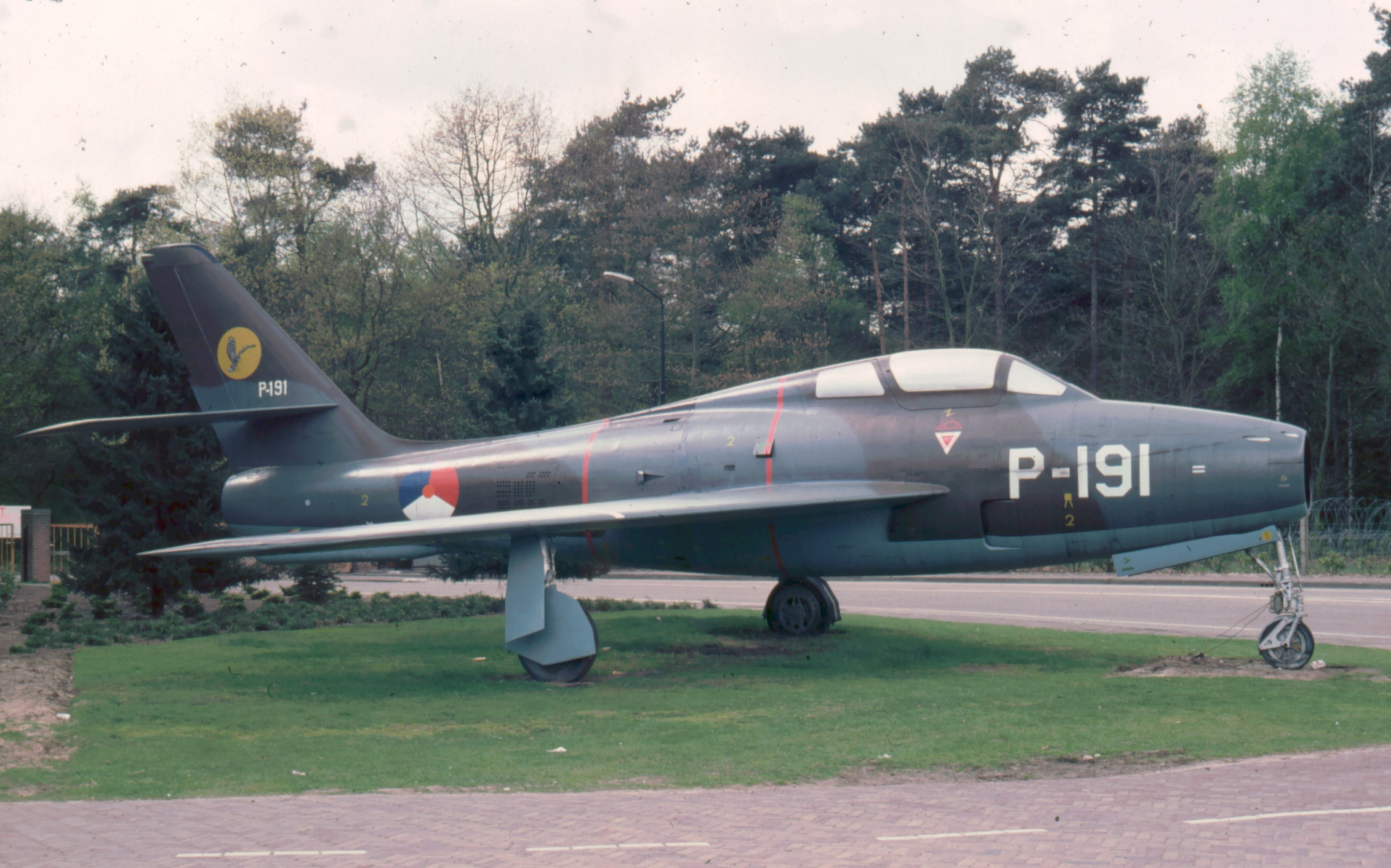
Un F-84F de la force aérienne royale néerlandaise.

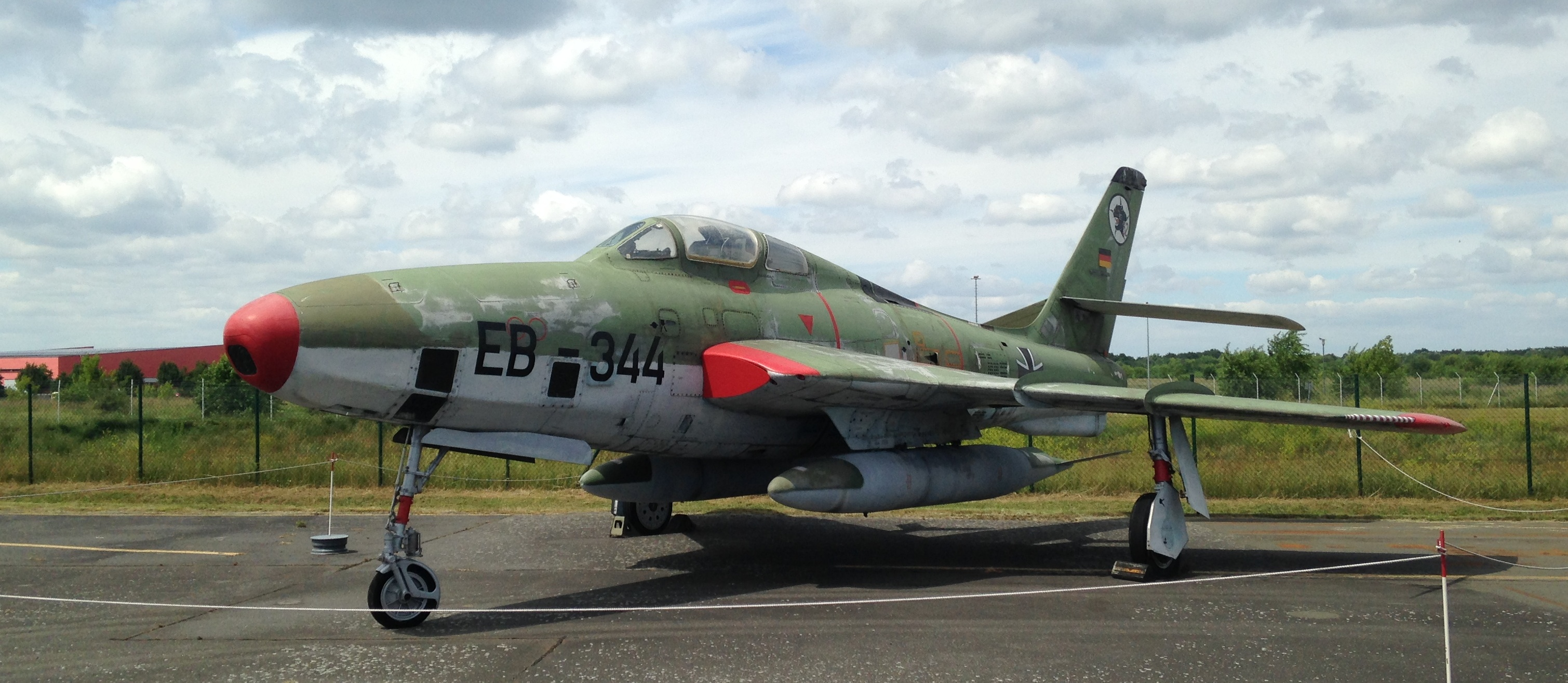
Un RF-84F Thunderstreak à l'aéroport de Gatow, à Berlin, en Allemagne.

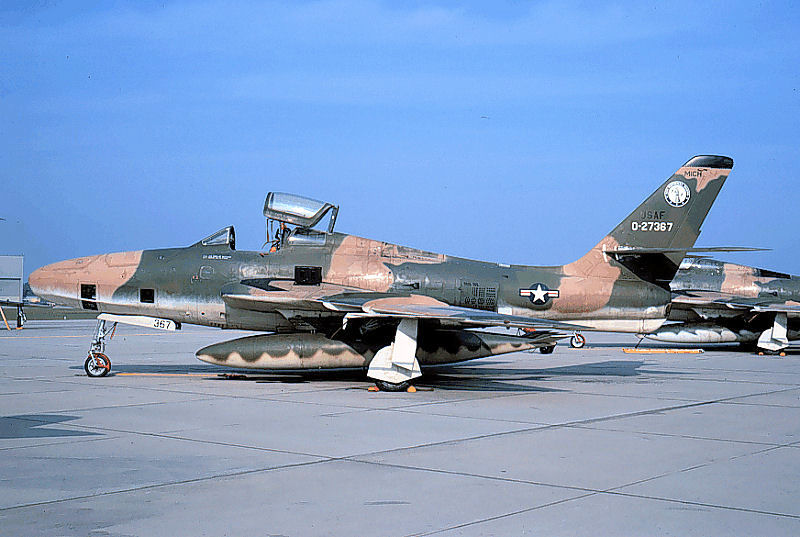
Un RF-84F de la garde nationale du Michigan.

- Allemagne de l'Ouest : La Luftwaffe disposait de 450 F-84F et de 108 RF-84F, utilisés de 1956 à 1967 ;
- Belgique : La composante air disposait de 197 F-84F et de 34 RF-84F, livrés entre le 17 août 1955 et 1957; ils sont utilisés jusqu'en mai 1972[8];
- Danemark : La force aérienne royale danoise disposait de 23 RF-84F, utilisés de 1957 à 1971[9] ;
- États-Unis : L'US Air Force disposait de 1946 F-84F et de 388 RF-84F, utilisés entre 1952 et 1972 ;
- France : Armée de l'air française.

Elle reçoit 328 (ou 357) Republic F-84F à partir de 1955 qui seront répartis dans cinq escadres de chasse basé en France métropolitaine et en RFA jusqu’en 1965 ; 88 RF-84-F sont livrés, ils utilisés uniquement par la 33e escadre de reconnaissance de 1955 a 1966.
- Grèce : Force aérienne grecque ;
- Italie : L'Aeronautica Militare utilisa 194 F-84F et 78 RF-84F de 1956 à 1974[12],[13] ;
- Norvège : La force aérienne royale norvégienne disposait de 35 RF-84F, utilisés entre 1956 et 1970 ;
- Pays-Bas : L'armée de l'air royale néerlandaise disposait de 180 F-84F et de 44 RF-84F, utilisés entre 1955 et 1970 ;
- Taïwan : Force aérienne de la République de Chine ;
- Turquie : Armée de l'air turque.

## Exemplaires en exposition

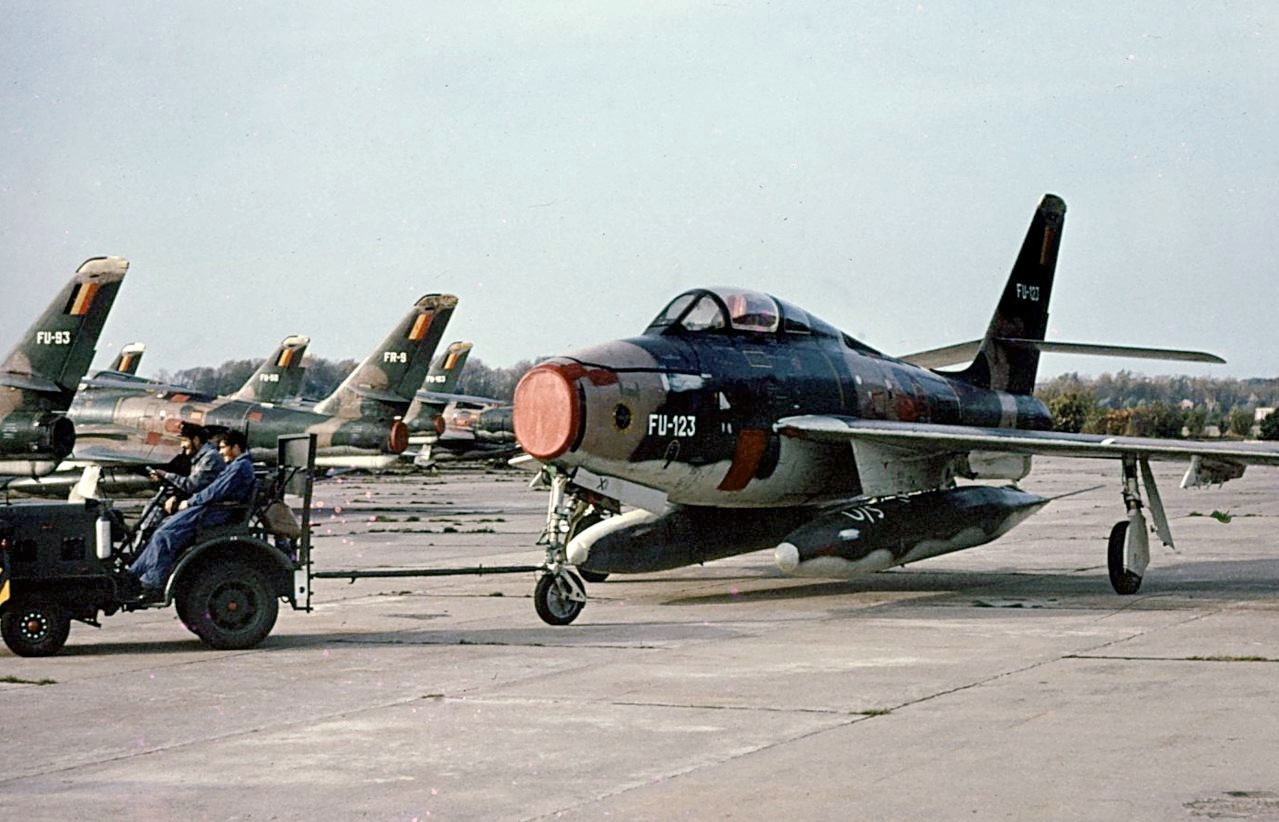
Thunderstreaks de la force aérienne belge.

### Belgique
- F-84F no inconnu : Aérodrome Balen-Keiheuvel[14] ;
- F-84F no inconnu : Base aérienne Beverlo[15].
- F-84F no inconnu : Rond-point dit « Barrière Luc », à proximité de la base aérienne de Florennes.

### États-Unis

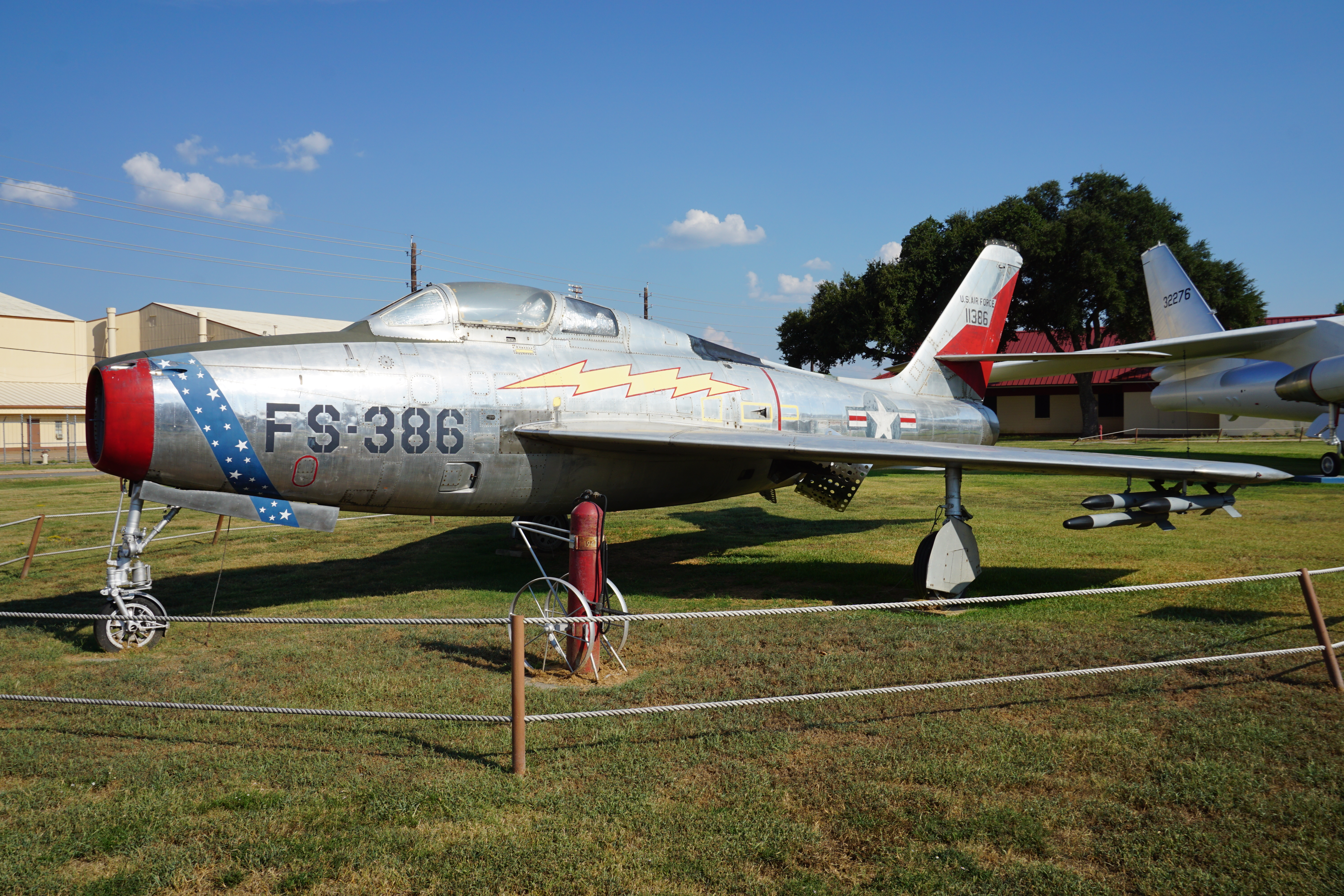
F-84F au Barksdale Global Power Museum.

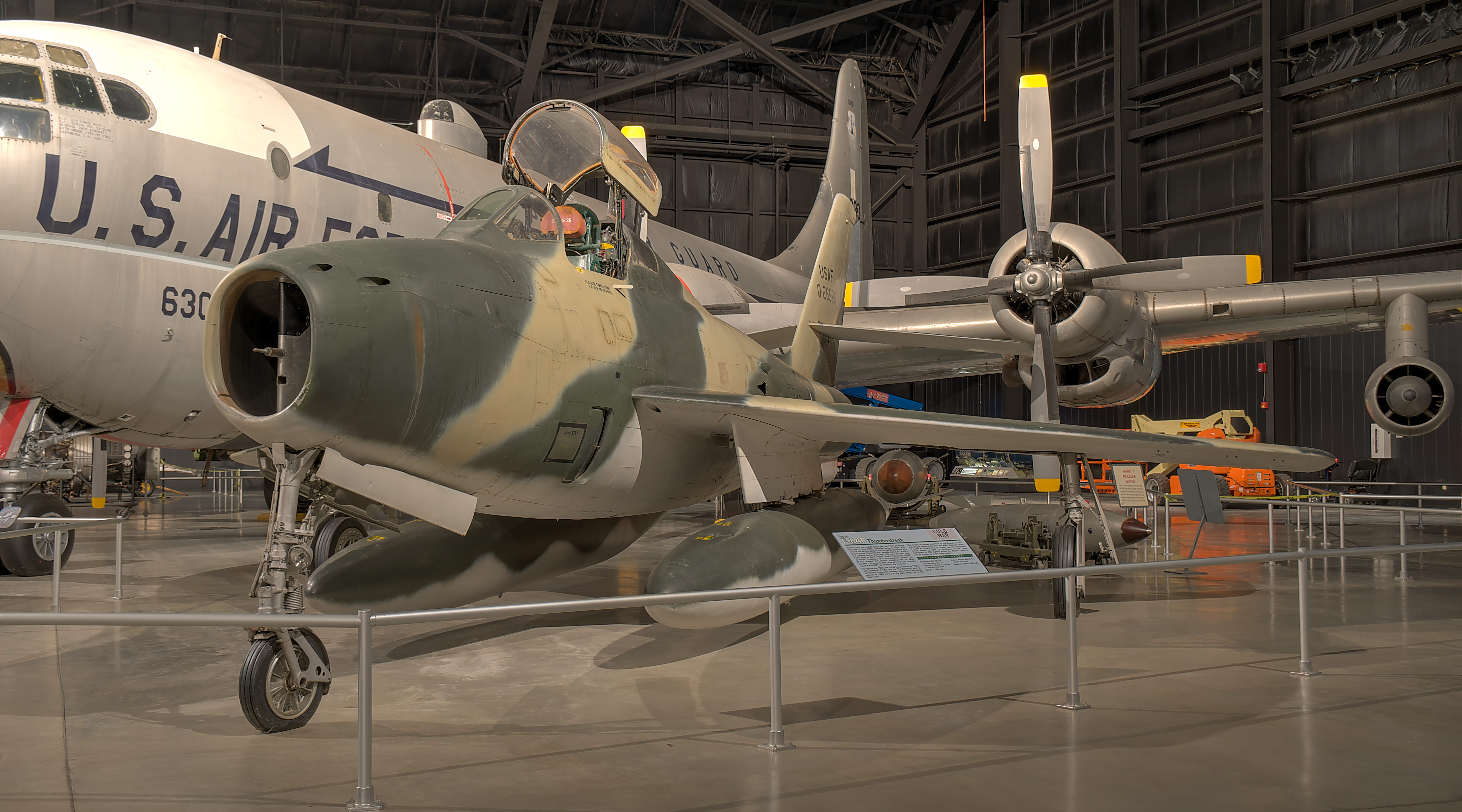
F-84F au National Museum of the United States Air Force, à Dayton, dans l'Ohio.

- XF-84F no 49-2430 : National Museum of the United States Air Force, Dayton, Ohio[16] ;
- F-84F no inconnu : Appartient à un propriétaire privé. Visible depuis la route à Blacksville, en Virginie-Occidentale[17] ;
- F-84F no 51-1386 : Barksdale Global Power Museum (en), Barksdale AFB, en Louisiane[18] ;
- F-84F no 51-1620 : Empire State Aerosciences Museum (en) à Glenville, dans l'état de New York[19] ;
- F-84F no 51-1639 : Springfield Downtown Airport, à Springfield, dans le Missouri[20] ;
- F-84F no 51-1640 : Hill Aerospace Museum (en), Hill AFB, Utah[21] ;
- F-84F no 51-1713 : Delta County Airport (en) à Escanaba, dans le Michigan[22] ;
- F-84F no 51-1714 : Strategic Air Command & Aerospace Museum (en) à Ashland dans le Nebraska[23] ;
- F-84F no 51-1739 : Korean War memorial à South Whitley, dans l'Indiana[24] ;
- F-84F no 51-1772 : Aerospace Museum of California (en) à McClellan Airfield (en), Sacramento, Californie[25] ;
- F-84F no 51-1786 : Virginia Air and Space Center à Hampton, en Virginie[26] ;
- F-84F no 51-1797 : Base de la garde aérienne nationale de l'Ohio, à Springfield, dans l'Ohio[27] ;
- F-84F no 51-1817 : Camp Robinson, à Little Rock, dans l'Arkansas[28] ;
- F-84F no 51-1818 : Fairfield MAP, dans l'Iowa[29] ;
- F-84F no 51-1822 : Base de la garde aérienne nationale de l'Illinois à Springfield, dans l'Illinois[30] ;
- F-84F no 51-9350 : Air Force Flight Test Center Museum à Edwards AFB, en Californie[31] ;
- F-84F no 51-9396 : Holloman AFB, au Nouveau Mexique[32] ;
- F-84F no 51-9430 : Joint Base McGuire-Dix-Lakehurst, dans le New Jersey. L'appareil possède les faux marquages du no 52-7066[33] ;
- F-84F no 51-9432 : March Field Air Museum (en) in Riverside, en Californie[34] ;
- F-84F no 51-9433 : Castle Air Museum (en) à Atwater, en Californie[35] ;
- F-84F no 51-9444 : Seminole Valley Park à Cedar Rapids, Iowa[36] ;
- F-84F no 51-9491 : Wilson Park à Granite City, dans l'Illinois[37] ;
- F-84F no 51-9480 : American Airpower Museum (en), à East Farmingdale, dans l'état de New York[38] ;
- F-84F no 51-9495 : Air Force Armament Museum (en), à Eglin AFB, en Floride[39] ;
- F-84F no 51-9501 : Yankee Air Museum (en) à Belleville, dans le Michigan[40] ;
- F-84F no 51-9514 : Allen County War Memorial Coliseum à Fort Wayne, dans l'Indiana[41] ;
- F-84F no 51-9531 : Chanute Air Museum à Rantoul, Illinois[42] ;
- F-84F no 52-9438 : Georgia Veterans State Park à Cordele, en Géorgie[43] ;
- F-84F no 52-6455 : American Legion post #490 à Houston, au Texas[44] ;
- F-84F no 52-6456 : Veterans of Foreign Wars post #6791, à West Chicago, dans l'Illinois[45] ;
- F-84F no 52-6461 : Lackland AFB, Texas[46] ;
- F-84F no 52-6470 : Mountain Home AFB, Idaho[47] ;
- F-84F no 52-6497 : Iowa Gold Star Museum à Johnston, dans l'Iowa[48] ;
- F-84F no 52-6526 : National Museum of the United States Air Force à Dayton, dans l'Ohio[49] ;
- F-84F no 52-6553 : Window on the Plains Museum à Dumas, au Texas[50] ;
- F-84F no 52-6555 : Wings of Freedom Aviation Museum à Horsham, en Pennsylvanie ;
- F-84F no 52-6563 : Pima Air & Space Museum à Tucson, en Arizona[51] ;
- F-84F no 52-6634 : Defense Supply Center Richmond à Richmond, en Virginie[52] ;
- F-84F no 52-6701 : Museum of Aviation (en), Robins AFB, en Géorgie[53] ;
- F-84F no 52-6782 : Luke AFB, en Arizona[54] ;
- F-84F no 52-6993 : Lieu de naissance et musée Wilbur Wright près de Millville, dans l'Indiana[55] ;
- F-84F no 52-7019 : Cheyenne Municipal Airport, dans le Wyoming[56] ;
- F-84F no 52-7080 : England AFB, en Louisiane[57] ;
- F-84F no 52-8837 : Aéroport Richmond, en Virginie[58] ;
- F-84F no 52-8886 : South Dakota Air and Space Museum (en) à Ellsworth AFB, dans le Dakota du Sud[59] ;

- RF-84F no 51-1944 : Pima Air & Space Museum à Tucson, en Arizona[60] ;
- RF-84F no 51-11259 : Base de la garde nationale aérienne Lincoln, dans le Nebraska[61] ;
- RF-84F no 52-7249 : Collection de Dannelly Field à Montgomery, en Alabama[62] ;
- RF-84F no 52-7259 : National Museum of the United States Air Force à Dayton, dans l'Ohio[63] ;
- RF-84F no 52-7265 : Planes of Fame Museum à Chino, en Californie[64] ;
- RF-84F no 52-7409 : Base de la garde nationale aérienne Birmingham à Birmingham, en Alabama[65] ;
- RF-84F no 52-7421 : Yankee Air Museum (en) à Belleville (Michigan), dans le Michigan[66] ;
- RF-84F no 53-7595 : American Airpower Museum (en) à East Farmingdale, dans l'état de New York[67].

### France
- F-84F no Inconnu : Saint-Léger-sous-Beuvray[68] ;
- F-84F no 51-1886 : Château de Savigny-lès-Beaune[69] ;
- F-84F no 52-7175 : Musée européen de l'aviation de chasse à Montélimar[70] ;
- F-84F no 52-9003 : Château de Savigny-lès-Beaune[69] ;
- F-84F no 52-9094 : Base aérienne 113 Saint-Dizier-Robinson
- F-84F no 52-9117 : Conservatoire d'aéronefs non opérationnels préservés et exposés (CANOPEE) sur la base aérienne 279 Châteaudun[71] ;
- F-84F no 53-6539 : Château de Savigny-lès-Beaune[69] ;
- F-84F no 53-6760 : Ailes Anciennes Toulouse[72] ;
- F-84F no 53-6789 : Ailes Anciennes Toulouse[72] ;
- RF-84F no 53-7577 : Musée aéronautique d'Orange[73].

### Italie
- F-84F no 53-6892 : Musée historique de l'aviation de Vigna di Valle ;
- RF-84F no 52-7458 : Musée historique de l'aviation de Vigna di Valle.

### Norvège
- RF-84F no 51-7055 : En cours de restauration à sa couleur aluminium naturelle, situé au centre d'entraînement de la force aérienne, à Kjevik ;
- RF-84F no 51-17045 : Flyhistorisk Museum, Sola, aéroport de Stavanger, à Sola, près de Stavanger[74] ;
- RF-84F no 51-17053 : Forsvarets flysamling Gardermoen, aéroport d'Oslo-Gardermoen, à Gardermoen, près d'Oslo[75].

### Pologne
- F-84F no 51-7157 : Ancien appareil belge, exposé au musée de l'aviation polonaise, à Cracovie[76].

### Royaume-Uni
- F-84F no 52-6541 : North East Land, Sea and Air Museums (en), à Sunderland[77].

### Russie
- F-84F no ?-3033 : Ancien appareil belge, exposé au musée technique, à Moscou.

### Turquie
- F-84F no 51-1901 : Musée de l'Aviation d'Istanbul (en)[78] ;
- F-84F no 52-8733 : Musée de l'Aviation d'Istanbul (en)[78] ;
- F-84F no 52-8941 : Aéroport Atatürk d'Istanbul, Istanbul[79].

## Accidents et incidents
- Le 4 avril 1957, le capitaine Richard W. Higgins (en) mourut après une éjection à basse altitude de l'un des premiers F-84F de la Luftwaffe, près de la base aérienne de Fürstenfeldbruck ;
- En juin 1957, Bud Day (en) survécut à une éjection sans parachute (!) d'un F-84 au-dessus du Royaume-Uni, à la suite d'un incendie moteur. Il fut le premier homme de l'histoire à se sortir vivant d'un tel exploit[80], certes bien aidé par la souplesse d'un pin de près de dix mètres de haut[81] ;
- Le 29 août 1961, un F-84F de l'Armée de l'air française sectionna le câble aérien d'un téléphérique au Mont Blanc, faisant six morts et laissant 81 personnes coincées au-dessus du vide. Le pilote était en train d'effectuer une mission de reconnaissance et ne fut pas mis au courant de l'accident avant d'avoir atterri au retour de son vol[82] ;
- Le 14 septembre 1961, deux F-84F ouest-allemands entrèrent dans l'espace aérien est-allemand à cause d'une erreur de navigation, atterrissant finalement à l'aéroport de Berlin Tegel, après avoir échappé à de nombreux chasseurs soviétiques. L'événement se produisit à une période historiquement tendue pendant la guerre froide, seulement un mois après la construction du mur de Berlin[83] ;
- 29 juillet 1966, crash à South Gardner, dans le Massachusetts.

## Apparitions notables dans les médias
Richard Bach, qui écrivit plus tard le bestseller « Jonathan Livingston le goéland », était un pilote de F-84F de la garde nationale aérienne qui fut une fois appelé au service en Europe. Son premier livre, « Mission de nuit sur la France », décrivait en détail l'expérience du pilotage du Thunderstreak au cours d'un vol opérationnel de nuit d'Angleterre vers la France, pendant des conditions météo exécrables.
Les F-84F furent également utilisés pour représenter les chasseurs MiG-15 nord-coréens dans Flammes sur l'Asie, la version cinématographique de 1958 du roman de James Salter « The Hunters », parce qu'aucun des chasseurs soviétiques n'était disponible en pleine guerre froide. Les avions furent repeints en gris mat avec des étoiles rouges, représentant les insignes communistes.